# Ана Русева
Анна Русева, фамилно име по мъж Джидрова, е българска състезателка по лека атлетика в дисциплината висок скок, многократна рекордьорка и републиканка шампионка на България на висок скок.

## Биография
Ана Русева е родена през 1934 година в град Казанлък.

### Спортна кариера
През 1952 година Ана Русева става за пръв път републиканска шампионка за девойки в дисциплината трибой, а с постижението си от 152 см в дисциплината висок скок поставя първия си републикански рекорд за жени. В периода до 1959 година поставя общо 10 републикански рекорда на висок скок, последния в Букурещ с резултат 161 см.